# Slantsy
Slantsy (en russe : Сланцы) est une ville de l'oblast de Léningrad, en Russie, et le centre administratif du raïon de Slantsy. Sa population s'élève à 33 249 habitants en 2013.

## Géographie
Slantsy est arrosée par la rivière Plioussa et se trouve à 192 km à l'ouest de Saint-Pétersbourg.

## Histoire
Slantsy a été officiellement fondée en 1934 et a obtenu le statut de ville en 1949.
Le nom de la ville, Slantsy, est le mot russe pour « schiste ». La ville a été largement soutenue par l'extraction du schiste, comme on peut le voir sur ses armoiries. Au XIXe siècle, le combustible qui en résultait était utilisé pour éclairer les rues de Saint-Pétersbourg. La plupart des mines sont aujourd'hui fermées en raison de diminution de la demande locale et de désaccords commerciaux avec l'Estonie voisine. Cela a abouti à un chômage massif dans la ville. En outre, les mines désaffectées font peser une grave menace écologique sur l'approvisionnement en eau de la région.

## Population
Recensements (*) ou estimations de la population
| 1935  | 1939* | 1945  | 1949   | 1959*  | 1970*  |
| ----- | ----- | ----- | ------ | ------ | ------ |
| 6 700 | 7 608 | 1 900 | 12 777 | 35 303 | 41 146 |

| 1979*  | 1989*  | 2002*  | 2010*  | 2012   | 2013   |
| ------ | ------ | ------ | ------ | ------ | ------ |
| 42 303 | 43 087 | 37 371 | 34 400 | 33 245 | 33 249 |

## Économie
Les principales entreprises sont :
- AO Zavod Slantsy (АО Завод "Сланцы") : schiste bitumineux, coke.
- OAO Leningradslanets (ОАО "Ленинградсланец") : schiste bitumineux, etc.

## Galerie

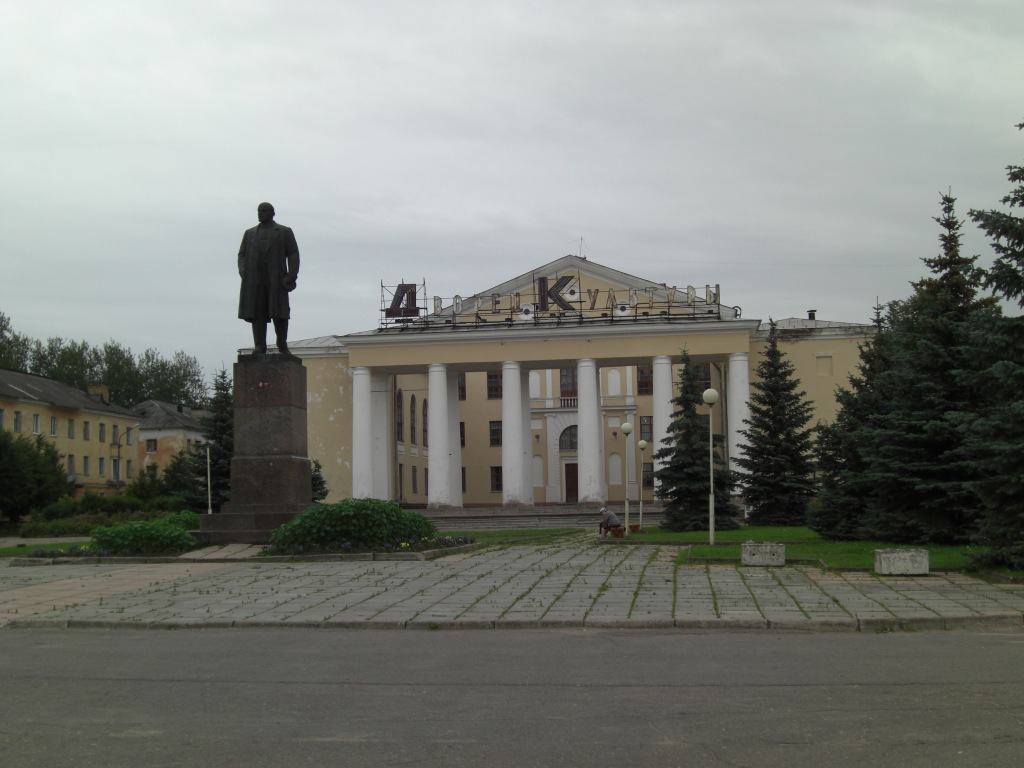
Statue de Lénine en face du palais de la culture
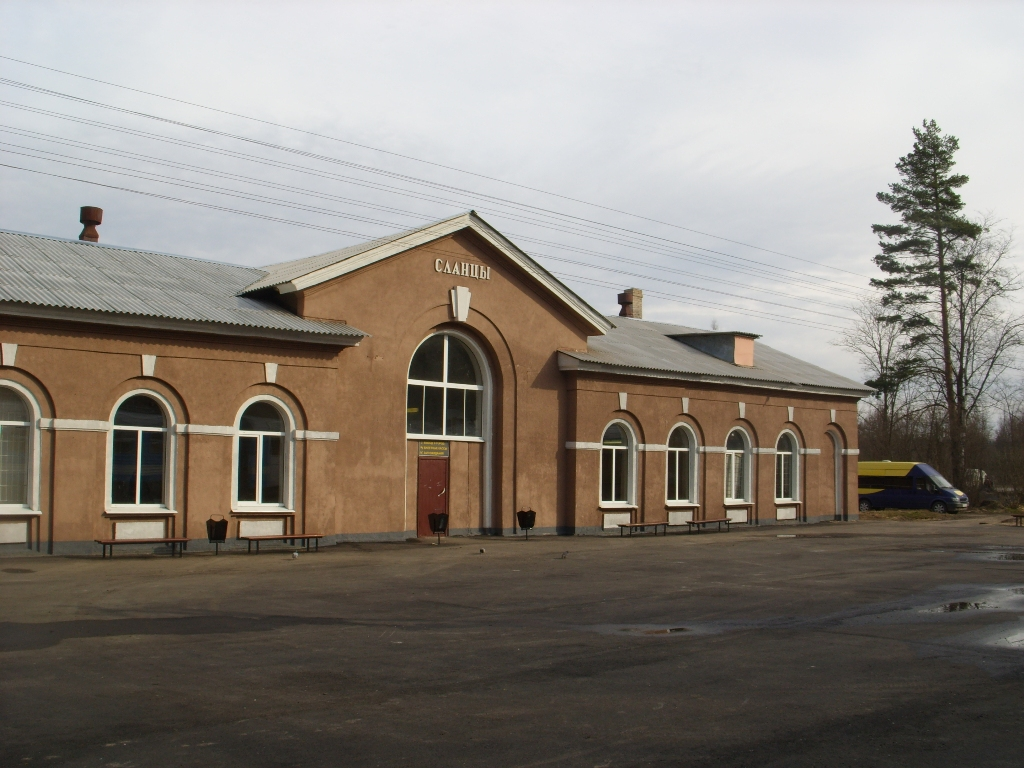
Gare ferroviaire de Slantsy
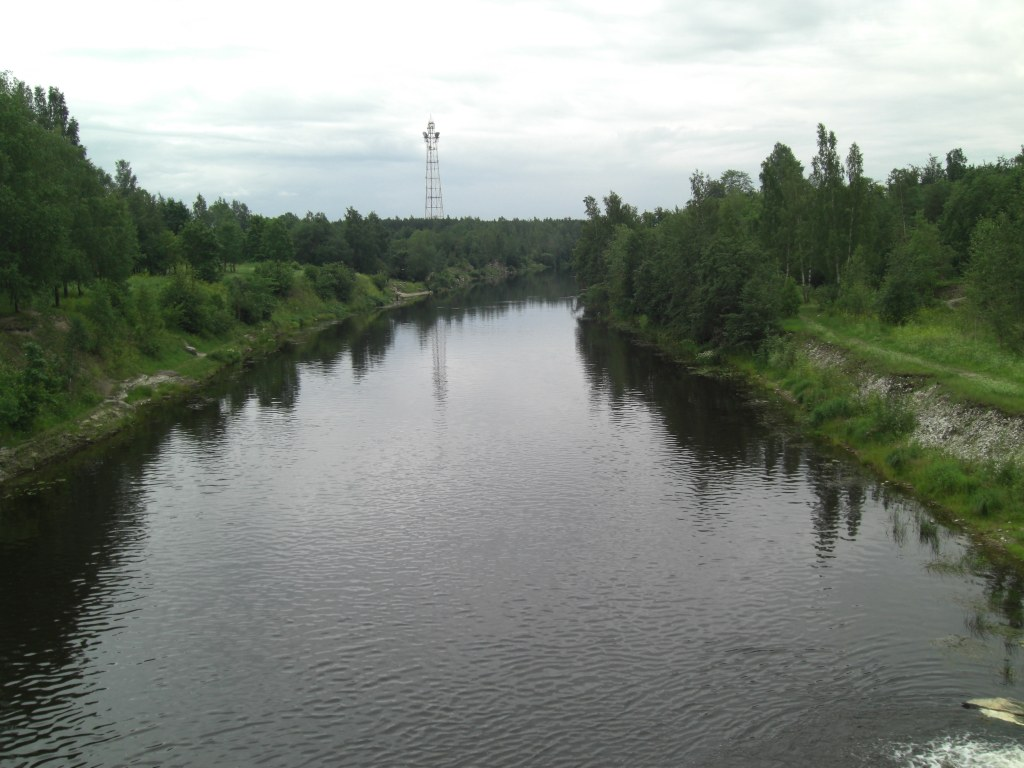
Rivière Plioussa à Slantsy